# Clepticus africanus
Clepticus africanus is een  straalvinnige vissensoort uit de familie van lipvissen (Labridae). De wetenschappelijke naam van de soort is voor het eerst geldig gepubliceerd in 2000 door Heiser, Moura & Robertson.
Clepticus africanus komt alleen voor in de Atlantische Oceaan aan de noordkust rond het eiland Sao Tomé. Hoewel de soort in Sao Tomé beschouwd wordt als een algemene soort, is er weinig over bekend en de soort staat derhalve op de Rode Lijst van de IUCN als Onzeker, beoordelingsjaar 2009.